# Flavio Testi
Flavio Testi (Firenze, 4 gennaio 1923 – Milano, 14 gennaio 2014) è stato un compositore e musicologo italiano.
Il suo esordio risale al 1954, anno in cui viene eseguita al Teatro alla Scala di Milano la Crocifissione, per coro maschile, archi, ottoni e tre pianoforti: un brano scarno, a tratti lapidario, dal quale già emergono alcuni elementi che caratterizzeranno molte delle composizioni successive.

## Le composizioni
In gran parte dei lavori di Testi si riflette una forte tensione etica e civile. È il caso di New York, Oficina y denuncia per coro e orchestra (1964), su versi di Federico García Lorca, o del Canto a las madres de los milicianos muertos per soprano e orchestra (1967), su testo di Pablo Neruda, in onore dei caduti per la libertà di Spagna; o ancora, dei Cori di Santiago per soli, coro e orchestra (1975), grande affresco di denuncia delle torture praticate sui prigionieri politici in Cile. Un impegno che non esclude momenti più intimi e poetici, come nella Canción desesperada per coro misto a cappella (1973), sempre da Pablo Neruda. Della produzione sinfonica, cameristica e vocale del compositore fiorentino, proposta dalle più importanti istituzioni musicali italiane, fanno poi parte, tra l'altro, un Divertimento per orchestra (1956), Due pezzi per orchestra (1958), quattro Cantate per voce più ensemble (composte tra il 1972 e il 1974), Jubilus I (per clarinetto solo, 1974) e Jubilus II (per clarinetto e strumenti, 1975), gli Opus 21, 23 e 35 (rispettivamente del 1971, del 1972 e del 1977-1978), svariate musiche da concerto per strumento solista e orchestra, i Canti d'amore per soprano e orchestra (2001) e gli altri Canti d'amore per tenore e orchestra (2009). Ben rappresentata la musica sacra, mai inquinata da intenti confessionali: oltre alla Crocifissione, uno Stabat Mater (1957), la Passio Domini Nostri Jesu Christi secundum Marcum (1969) e le Sacrae Symphonie (1987). 
Da segnalare, infine, Le chat per violino solo, dall'omonima poesia di Charles Baudelaire, pensato come supporto di un'azione mimata per una ballerina (Teatro Regio di Torino, 1982, interprete Luciana Savignano). Obiettivo comune di queste composizioni è quello di muovere l'animo di chi ascolta. Anche laddove l'autore rinuncia al carattere, diciamo così, figurativo in favore di avventure più "intellettuali ", nei suoi lavori rimane intatta la fiducia umanistica in una musica espressiva, in opposizione al formalismo astratto delle neoavanguardie.

## Le opere
Alla copiosa produzione sopra citata, si affianca, parallela, l'attività operistica, espressione di un innato temperamento teatrale. Elenchiamo, in ordine cronologico e con l'indicazione della prima esecuzione: 
- Il furore d'Oreste, Teatro Donizetti di Bergamo (1956)
- La Celestina, Teatro della Pergola di Firenze (1963)
- L'Albergo dei Poveri, Piccola Scala di Milano (1966)
- Il Sosia, Piccola Scala di Milano (1981)
- Riccardo III, Teatro alla Scala di Milano (1987)
- La brocca rotta, Teatro Comunale di Bologna (1997)
- Saül, Radio France di Parigi, in forma di concerto (2003); Teatro Lauro Rossi di Macerata, in forma scenica (2007)
- Mariana Pineda, Theater Erfurt, Germania (2007)

Tutte ispirate a modelli letterari di altissimo profilo (Eschilo, de Rojas, Gorki, Dostojevski, Shakespeare, Kleist, Gide, Garcia Lorca), queste opere rispecchiano una concezione molto personale della vocalità, in cui  la parola è messa in rilievo ma mai trasfigurata, e sempre nell'indipendenza sia dalle strade battute del postwebernismo, sia dagli ultimi epigoni pucciniani.

## Le pubblicazioni
Flavio Testi si distinse anche per i suoi contributi in ambito musicologico e saggistico. A lui si devono una Storia della musica italiana nel Medio Evo e nel Rinascimento (Bramante, Milano, 1969) e una Storia della musica italiana nel Seicento (Bramante, Milano, 1970), entrambe imponenti e assai documentate, nonché il volume La Parigi musicale del primo Novecento. Cronache e documenti (Torino, EDT, 2003), che ci restituisce suoni e voci della Ville Lumière in uno dei momenti più esaltanti della sua esistenza.  
Significativa, infine, l'attività didattica di Testi. Fu infatti un autorevole e stimato insegnante di Storia della Musica presso i Conservatori di Padova, Firenze e Milano.
Nel 2010 il compositore fu insignito dal Consiglio regionale della Toscana del Gonfalone d'argento. Fu il suo ultimo ritorno nella città natale, dove dal settembre 1976 al novembre 1977 aveva occupato la poltrona di direttore artistico del Teatro Comunale, al fianco di Massimo Bogianckino, sovrintendente, e di Riccardo Muti nel ruolo di bacchetta principale.